# 도계전산정보고등학교
도계전산정보고등학교(道溪電算情報高等學校)는 대한민국 강원특별자치도 삼척시 도계읍 도계리에 있는 공립 고등학교이다.

## 학교 연혁
- 1974년 2월 27일 : 도계여자종합고등학교 설립 인가 6학급 (보통과 1, 상업과 1)
- 1975년 3월 1일 : 초대 홍맹식 교장 부임
- 1975년 3월 2일 : 1975학년도 입학식(제1회)
- 1978년 2월 20일 : 제1회 졸업식 (졸업생 99명)
- 1986년 9월 22일 : 도계상업고등학교로 개편, 15학급 인가 (상업과 3, 정보처리과 2)
- 2002년 10월 4일 : 도계전산정보고등학교로 교명 변경
- 2012년 7월 20일 : 학과개편 (회계경영과 1, 금융정보과 1)
- 2017년 8월 20일 : 학과개편 (회계경영과 1, 정보사무과 1)
- 2018년 3월 1일 : 고교학점제 연구학교 운영(~2021. 02. 28)
- 2020년 9월 8일 : 학과 개편 (경영정보과 1)
- 2024년 3월 1일 : 제26대 정승룡 교장 부임
- 2025년 1월 6일 : 제48회 졸업식(졸업생 7명, 누계 5,205명)
- 2025년 3월 4일 : 입학(경영정보과 6명)

## 설치 학과
- 경영정보과

## 참고 자료
- 도계전산정보고등학교 - 한국교육학술정보원 학교알리미